# Boon (броварня)

Броварня Boon — невелика бельгійська броварня в містечку Лембек (комуна Галле), в провінції Фламандський Брабант. Виробляє здебільшого пиво сорту ламбік (крік та гез).

## Історія

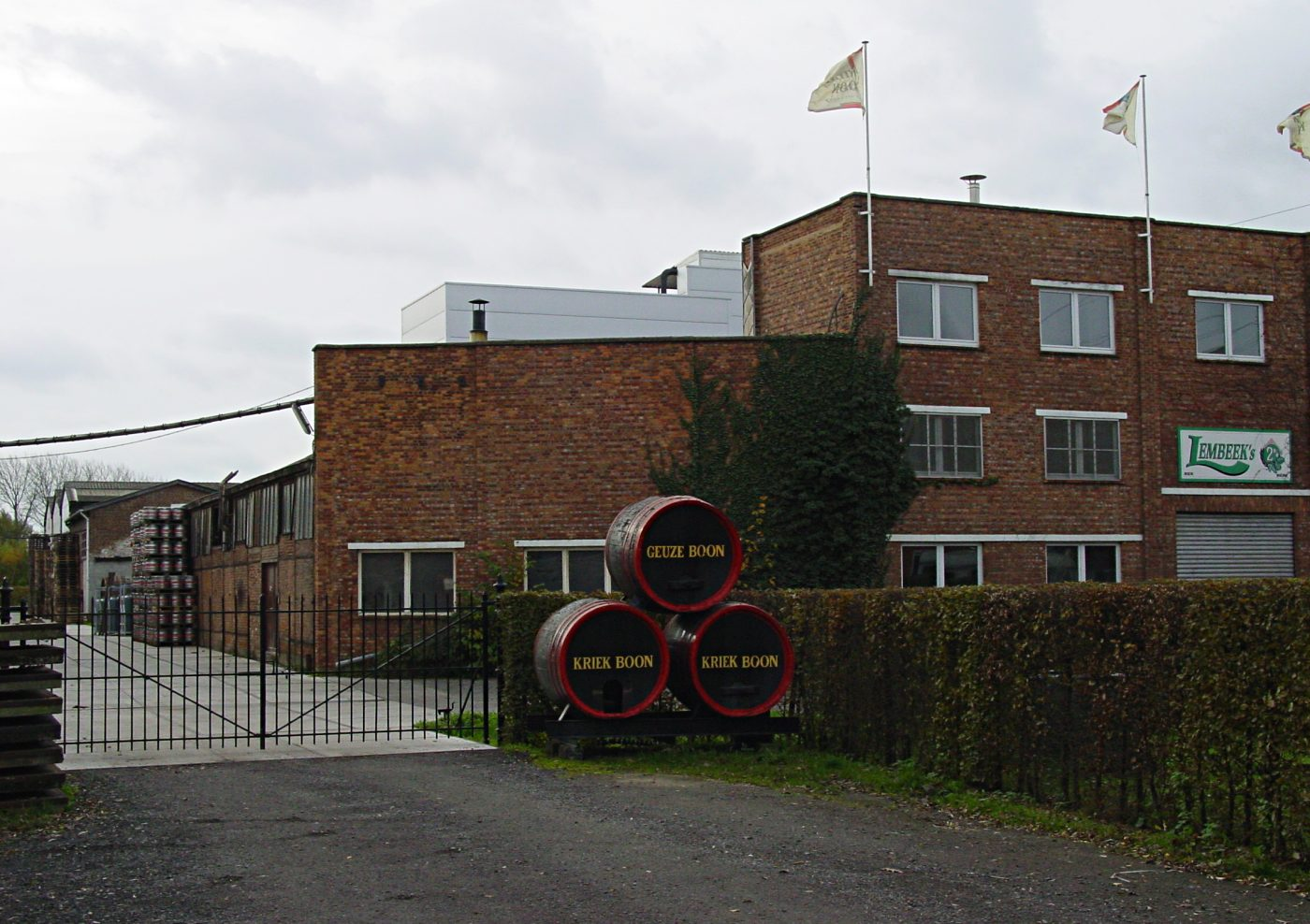
Будівля броварні

Наприкінці XII століття містечко Лембек після досить тривалої феодальної війни дістало статус «вільного міста», а разом з цим і право на броварство. Число броварень у Лембеку у деякі часи сягало 43-х. Окрім того, землі навколо Лембека — частина регіону Пайоттенланд — місцевості з вельми м'яким проти сусідніх регіонів кліматом, який дозволив вирощувати вишні та виноград. За однією з версій, назва пива ламбік родом саме з Лембека.
Броварня на місці сучасної броварні Boon була відома з 1680 року — коли підприємець Жан-Батіст Клас (Jean-Baptiste Claes) придбав ферму в Лембеку, на хуторі Гондзохт (нід. Hondzocht), і влаштував там винокурню. Спочатку тут вироблявся переважно джин (єневер), бо він був дорожчий від пива, а у «вільному місті» Лембеку до того ж діяли податкові пільги для власників винокурень. Однак 8 жовтня 1720 року імператорським указом пільги були скасовані, проте це стосувалося тільки виробництва джину та вина. Тому з 1720 року Жан-Батіст Клас почав виробляти також і пиво, бо тогочасне обладнання для виробництва джину і пива було майже однакової конструкції. Це призвело до конфлікту з місцевою гільдією броварів, до якої входили 14 виробників пива. Гільдія подала скаргу місцевій дідичці — власниці Лембека, проте вона відхилила скаргу і надала Класові право на продаж пива. Виробництво почало швидко розвиватися, особливо у другій половині XVIII століття, коли побудували брукований шлях до Анг'єна.
Після Французької революції почалася досить тривала окупація цих земель Францією. 23 грудня 1794 року французький уряд скасував податкові пільги в Лембеку (згодом це розповсюдилося на всю країну) та заборонив виробництво пива і джину. Далі, вже за Наполеона I, цю заборону було скасовано, але все ж такі дії завдали значної шкоди броварству в регіоні. У 1809 році родина Класів віддала броварню в оренду Жану-Батісту Полю, а в 1860 році Жан-Батістів син, Луї Поль (Louis Paul), викупив підприємство та виробничі потужності. Броварня отримала назву Brasserie de Saint-Roch. Тут вироблялося пиво тільки сортів ламбік і фаро. За допомогою інженера Каяртса (Cayaerts) приблизно у 1875 році відбувся пробний випуск пляшкового пива сорту гез.
Луї Поль не мав нащадків, тому у 1898 році продав броварню П'єрові Трохові (Pierre Troch). В ті часи в моді було світле пиво, тому П'єр Трох, окрім традиційного ламбіку, почав виготовляти світле пиво верхнього бродіння: Double Blond Hondzocht. У 1912 році броварню успадкував син П'єра, Рене Трох, який модернізував виробничі потужності, встановивши обладнання на паровій тязі. Подальшому розвиткові виробництва завадила Перша світова війна, яка почалася у 1914 році. Річ у тім, що на броварні Трох, як і на багатьох інших броварнях, чани для варіння були виготовлені з міді, яку з початком війни почали конфісковувати на потреби армії. Одразу після закінчення війни виробництво пива відновилося, були встановлені залізні чани, а сама броварня отримала назву Brasserie Hygiëna, з натяком на чистоту пивоваріння. Світле пиво Double Blond Hondzocht також змінило назву і почало називатися Belga.
Після економічної кризи 1927 року підприємство збанкрутувало, того ж року броварню продали на аукціоні, де її придбав місцевий мешканець Йозеф де Вітс (Joseph De Vits). Через десять років, у 1937 році, броварню успадкував син Йозефа, Рене. Він відновив виробництво пива гез ламбік і зробив броварню досить відомою в Бельгії, проте майже нічого не інвестував у дальший розвиток броварні. За весь період його управління для виробництва було придбано лише дві вантажівки (у 1937 та 1962 роках) і 12 50-літрових посудин з неіржавкої сталі. Рене де Вітс не був одружений та не мав нащадків, тому у 1978 році продав броварню Франку Бону.
Франк Бон з дитинства був пов'язаний з броварством: броварі були його прабатьки по лінії однієї з бабусь, а його дядько, Дольф Ван Каппеллен виробляв пиво у Мерхтемі, невеликому місті на північний захід від Брюсселя. Батько Бона працював у банку і одного разу його призначили керівником управління в Галле, куди він і переїхав разом із родиною. У 1975 році Френк почав виробництво пива гез на колишньому цукровому заводі в Галле. Він був добре знайомий з власником броварні в Лембеку, бо часто купував там пиво для дружніх вечірок. Коли Рене де Вітс вирішив продати броварню, то її купив Бон, незважаючи на спротив родини, а особливо Раймона Бона, голови Ради Директорів на заводі Artois, який вважав, що до кінця XX століття дрібні виробники пива зникнуть з ринку. Придбавши броварню, Франк Бон оселився в Лембеку. Броварня потребувала серйозної реконструкції: обсяг виробництва становив не більше як 150 гектолітрів на рік, не було центрального опалення, не всі приміщення були електрифіковані, обладнання застаріло. У 1986–1989 роках відбулася повна реконструкція виробництва. Старе обладнання, яке доводилося чистити та наповнювати вручну, замінили на напівавтоматичне.
Одним з перших завдань Франк установив для себе повернення до традиційних стандартів виробництва ламбіку. У 1986 році він придбав на сусідній броварні Van Malder, що виробляла гез, бочки на ламбік. У 1988 році було обладнане приміщення для виробництва ламбіку і в наступні 2 роки відбулося кілька тестових варінь. 6 вересня (за іншими даними — 17 жовтня) 1990 року на броварні Boon були зварені перші 40 гектолітрів ламбіку. Відтоді обсяги виробництва пива збільшилися з 450 гектолітрів у 1990 році до понад 11 300 гектолітрів у 2009 році. Вже в 2000 році, маючи обсяг виробництва у 5 000 гектолітрів, броварня вийшла на четверте місце з-поміж бельгійських виробників пива ламбік і гез.
З початком активного виробництва виникло закономірне питання дистрибуції готової продукції. У 1990 році Франк Бон уклав угоду з броварнею Palm, за умовами якої броварня Palm забезпечувала дистрибуцію продукції броварні Boon в обмін на 50% акцій Boon.
У 2012 році було завершено будівництво нового приміщення для виробництва пива.

## Виробництво

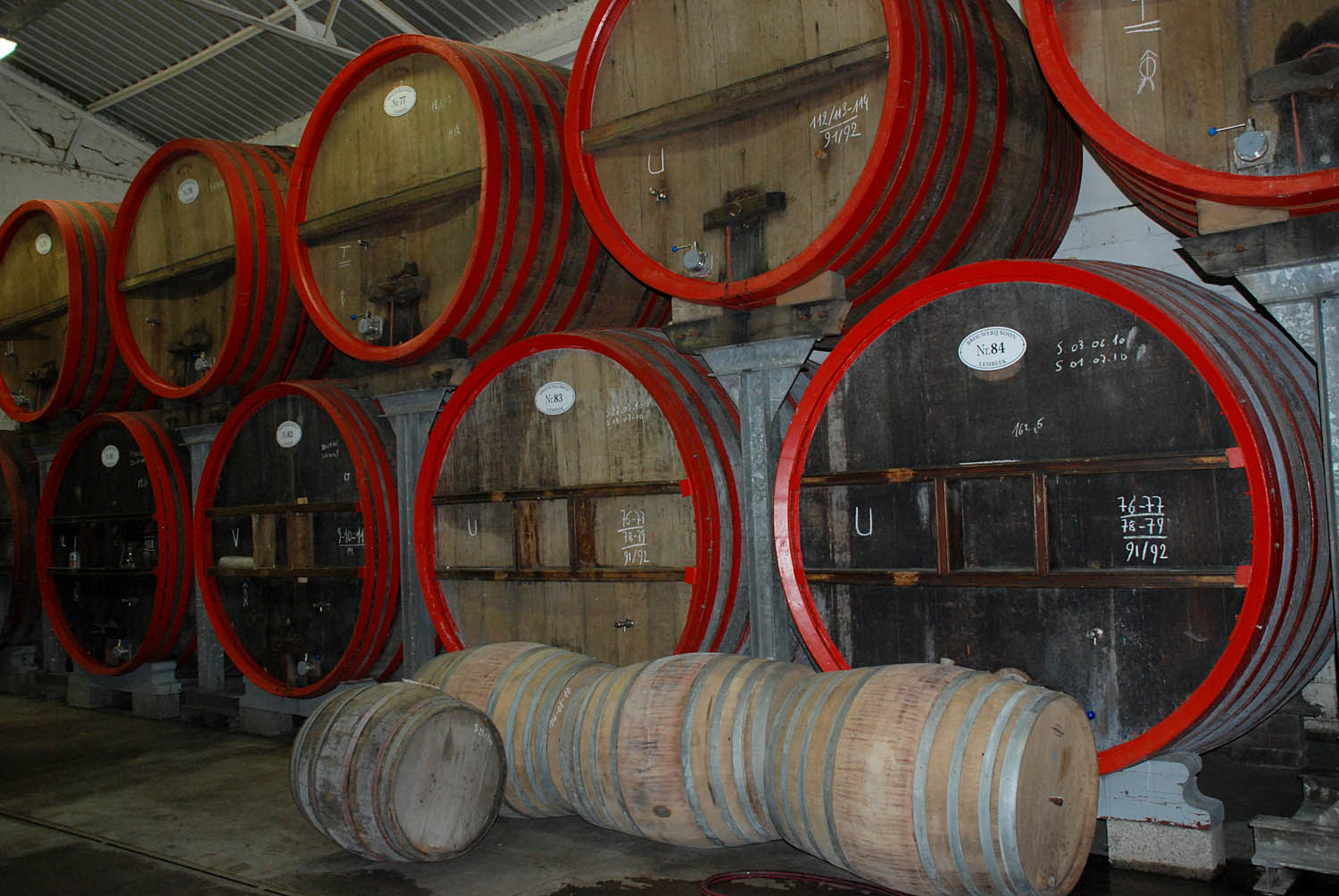
Бочки, в яких витримують пиво

У броварні Boon пиво виробляється за старовинною технологією, але з використанням сучасного обладнання. Традиційно, варіння пива займає приблизно одну добу. Уранці змішуються зерна пшениці та вода, ця суміш спочатку деякий час відстоюється, а потім вариться. На другому етапі до суміші додають солодке сусло, потім — трохи трирічного хмелю, тільки як природного консерванту. Після варки чан з пивом залишається на ніч охолодитись. Наступного ранку пиво розливається у великі дерев'яні бочки, де за 2-3 доби починається процес спонтанного бродіння. Для бродіння пива використовують тільки старі дубові бочки, в яких давніше видержувалося вино. На пивоварні Boon є понад 100 таких бочок місткістю, в середньому, близько 8 000 л (6 000 — 12 000 л). Родзинка колекції — бочка 1890 року, яка використовувалася спершу в нюрнберзькій броварні «Nuremberg Brauhaus», а потім — на винокурнях південної Франції. Місткість бочки становить 6 800 л, товщина стінок — 90 мм. Найстаріша з бочок броварні — бочка № 79, виготовлена в 1883 році.
Також у пиво додаються вишні у пропорції 250–400 г/л. Використовуються вишні лише трьох місцевих сортів, серед яких найвідоміший сорт «Схарбек» (нід. Schaarbeek).
Для виробництва пива сорту гез ламбік розливають у скляні пляшки, в яких пиво проходить повторну ферментацію ще протягом кількох місяців. Для такого пива використовуються пляшки з корком, як для шампанського, бо в процесі повторної ферментації гази створюють великий тиск.
Європейський Союз надав пивоварні Boon право маркувати своє пиво позначкою GTS (англ. guaranteed traditional specialty), яка засвідчує автентичність рецептури й технології, за якими вироблено пиво.
На пивоварні проводяться регулярні групові та індивідуальні екскурсії.

## Види пива

### Oude Geuze Boon
Видержане пиво сорту гез, спонтанного бродіння, повторно ферментується у скляних пляшках. Виробляється змішуванням видержаного до 18 місяців ламбіку (90%), міцного 3-річного пива (5%) та дуже молодого ламбіку (5%), який додає до пива цукор та дикий хміль для повторного бродіння у пляшці. Може зберігатися до 20 років.
Пиво має м'який присмак грейпфрута та імбиру з нотами мускатного винограду. Міцність — 6,5%. Традиційно наливається у високі склянки з товстим дном, подається охолодженим до 10-16 °C.
У 2010 році марка Oude Geuze Boon посіла друге місце на Світовому чемпіонаті пива в Чикаго в номінації «Бельгійський кислий ель». У 2012 році, на аналогічному чемпіонаті в Сан-Дієго, марка здобула золото.

### Boon Geuze Mariage Parfait
Видержане пиво сорту гез, спонтанного бродіння із додатковим бродінням у скляних пляшках з корком. Виробляється з суміші видержаного до 18 місяців ламбіку (95%) та молодого ламбіку (5%). Міцніше, ніж Oude Geuze Boon — 8%. Має кислуватий ягідний смак з ароматом дубу, від бочок, в яких видержувалося. Післясмак стійкий, з нотами ванілі. Подається охолодженим до 12 °C, у традиційній високій склянці з товстим дном.
У 2010 році марка Boon Geuze Mariage Parfait посіла перше місце на Світовому чемпіонаті пива в Чикаго в номінації «Бельгійський кислий ель».

### Kriek Boon
Легке фруктове пиво сорту крік, спонтанного бродіння. Для його приготування використовується суміш видержаного та молодого ламбіку. Після 6 місяців видержки до пива додають вишень, концентрація яких у кінцевому продукті сягає 25%. Додавання вишень спричиняє другий етап бродіння та червоний колір у готовому продукті.
Пиво яскравого червоного кольору, має міцність 4,5%, свіжий кисло-солодкий вишневий смак, піниться слабо. Подається у високому келисі на ніжці.
Марка Kriek Boon завоювала золоту медаль на світовій виставці в Брюсселі, у 2005 році.

### Oude Kriek Boon
Фруктове пиво (крік) спонтанного бродіння. Виробляється з суміші видержаного та молодого ламбіку. Ламбік видержується близько 1 року в дубовій бочці, потім до нього додають вишень в розрахунку 400 г на 1 л, що спричиняє другий етап бродіння. Після цього пиво розливають у пляшки, додають дріжджів і повторно видержують кілька місяців. Повна готовність наступає після 2 років видержки у пляшці.
Пиво яскраво-червоне, має свіжий кисло-солодкий вишневий смак, що трохи нагадує портвейн або мадеру, піниться слабо. Міцність — 6,5%. Подається у високому келисі на ніжці.

### Kriek Boon Mariage Parfait
Ця марка відрізняється від Oude Kriek Boon тим, що містить ламбік 1-річної видержки та перезрілі вишні (400 г/л). Повторне бродіння після додавання вишень триває 6 місяців. Повна готовність наступає після 2 років видержки у пляшці.
Пиво має насичений вишневий смак із присмаком дубу (від дубових бочок, в яких видержувалося пиво) і нотами ванілі та гвоздики. Міцність — 8%.

### Framboise Boon
Малинове пиво сорту ламбік (фрамбуаз), спонтанного бродіння. Виробляється тільки влітку, впродовж кількох тижнів. Уперше після довгого періоду забуття малиновий ламбік виготовив Франк Бон улітку 1978 року. Framboise Boon вариться з суміші видержаного та молодого ламбіків з доданою свіжою малиною (близько 300 г/л, у готовому продукті частка становить 25%).
Пиво має малиново-червоний колір, солодкий малиновий смак та міцність 5%. Подається у високому стрункому келисі на ніжці.
У 1995 році марка Framboise Boon дістала найвищу нагороду від Інституту тестування напоїв.

### Faro Boon
Пиво досить рідкісного сорту фаро, спонтанного бродіння. Виготовляється з ячмінного солоду, зерна з доданими спеціями та паленим цукром. Це по суті суміш видержаного ламбіку та його дешевшого різновиду — пива «меертс». Має коричневий колір (через додавання паленого цукру), міцність 4% та делікатний солодкуватий присмак. Подається у високому келиху, охолодженим до 8 °C.

### Duivels Bier
Темне пиво верхового бродіння (ель), із повторним бродінням у пляшці. З 1883 року це пиво варилося у сусідньому місті Галле, але місцевий виробник розорився. У 2003 році Франк Бон відродив пиво Duivels Bier.
Пиво виробляється з трьох різновидів ячмінного солоду, цукру, хмелю та дріжджів. Має темно-коричневий колір, міцність 8%. Подається охолодженим до 14 °C, у келисі у формі тюльпану.

### Інші сорти пива
У 1990 році була спроба відродити слабкоалкогольний різновид ламбіку — «марс» (нід. mars). Зварене пиво відрізнялося низьким рівнем алкоголю — 2%, але виробництво було припинене.
З 2010 року броварня виготовляє пиво марки Jack-Op за ліцензією AB InBev, обсяг виробництва — зо 250 гектолітрів на рік.

#### Галерея

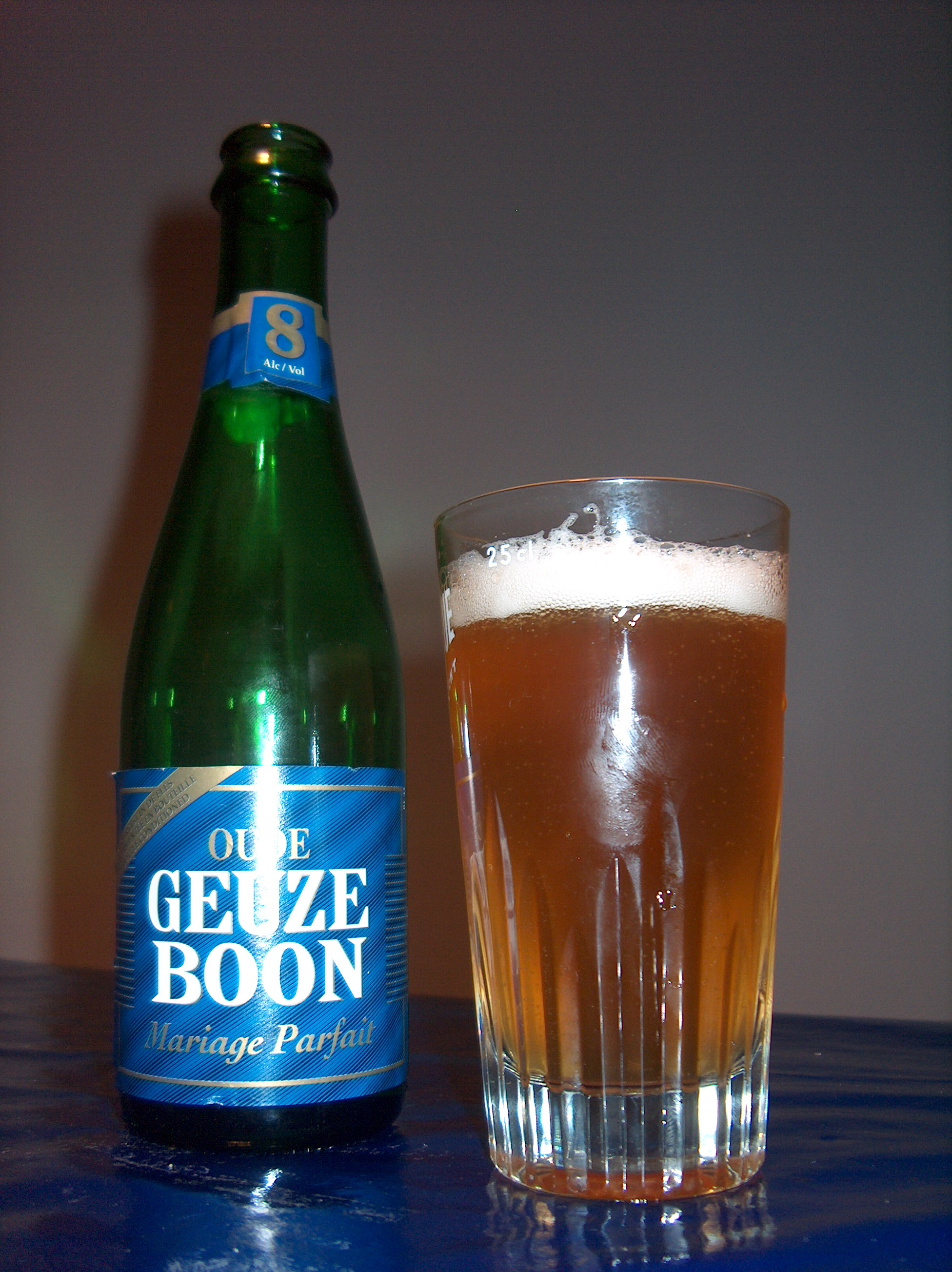
Oude Geuze Boon та фірмовий келих
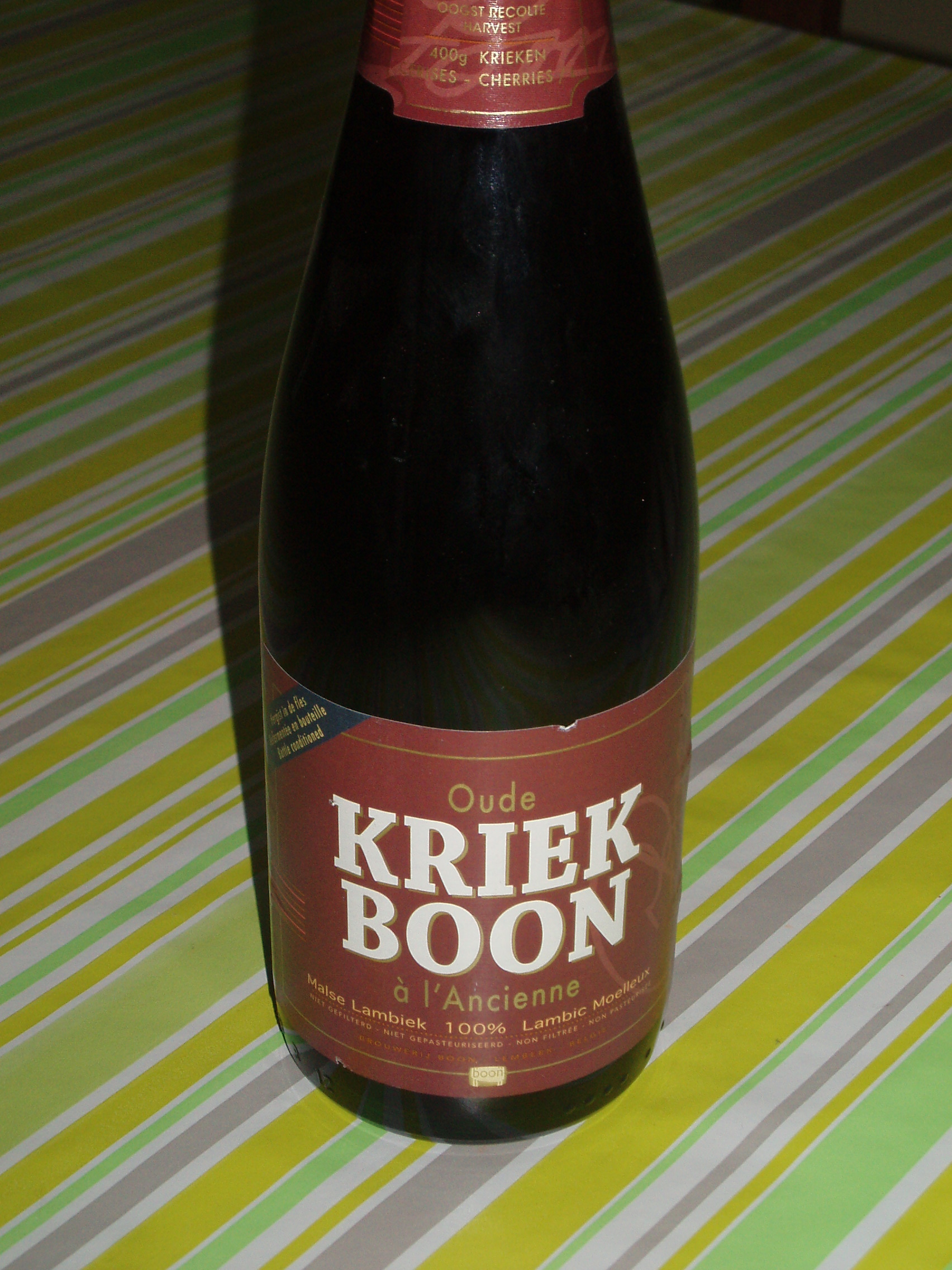
Oude Kriek Boon
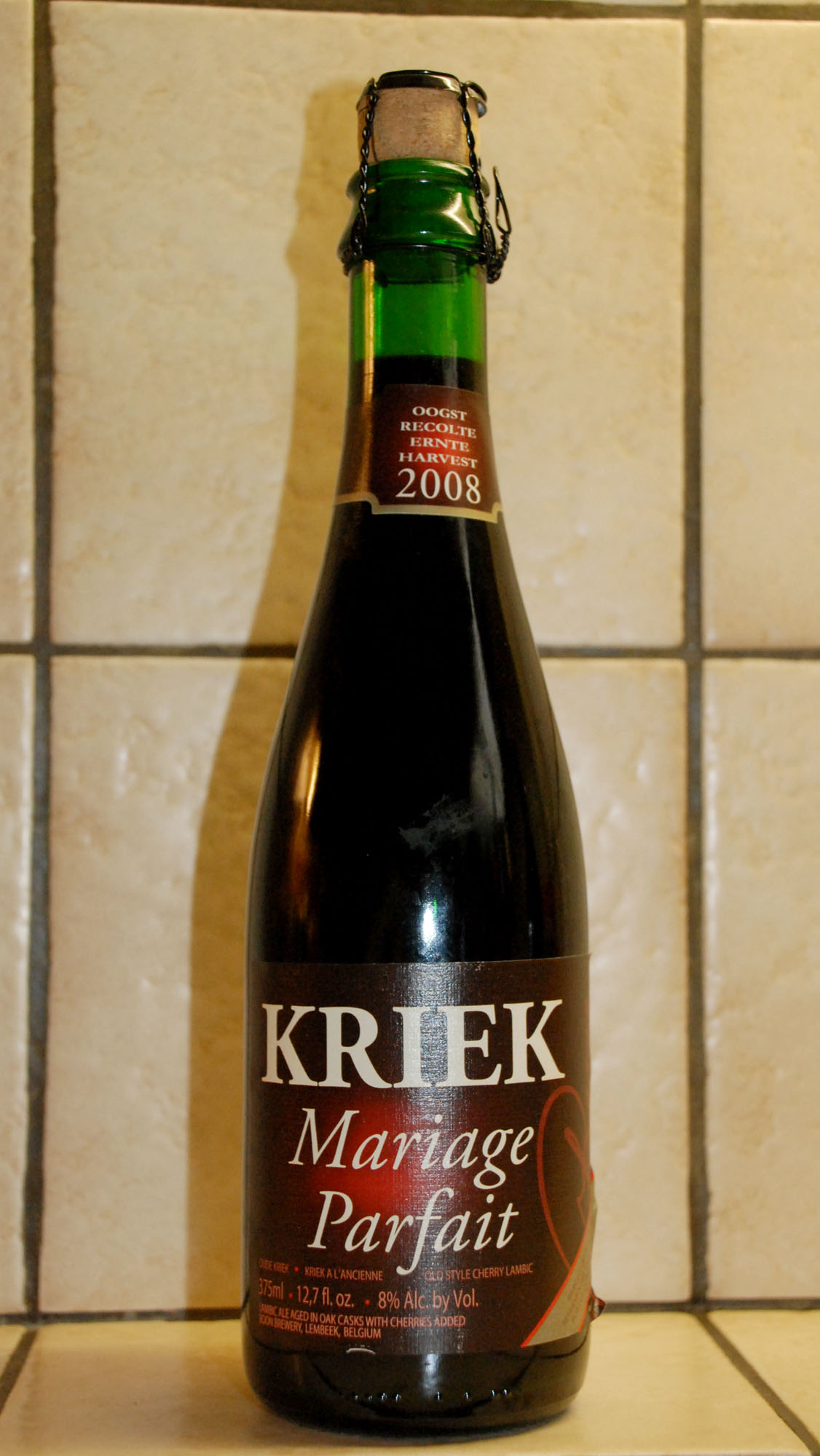
Kriek Boon Mariage Parfait
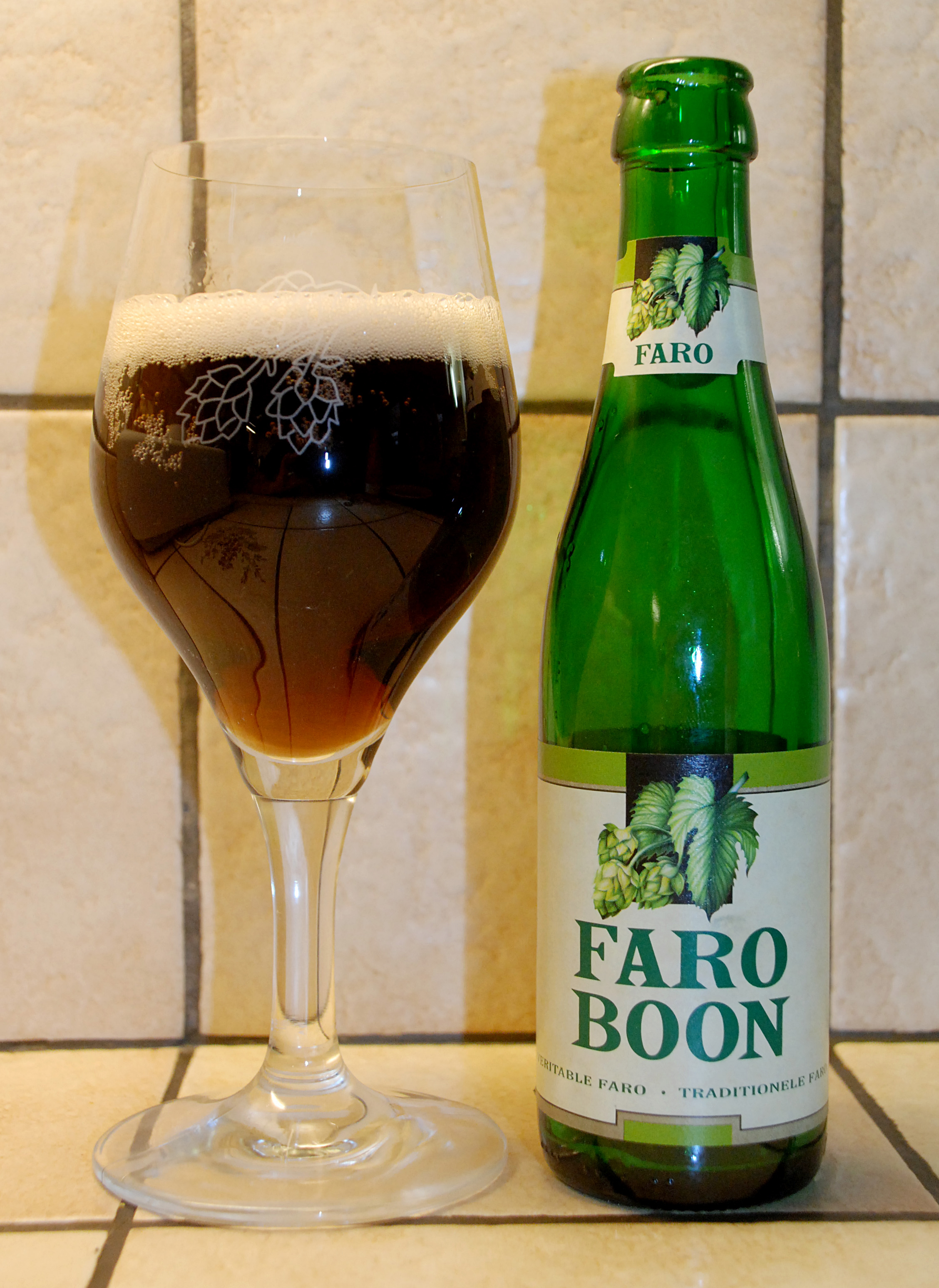
Faro Boon і фірмовий келих
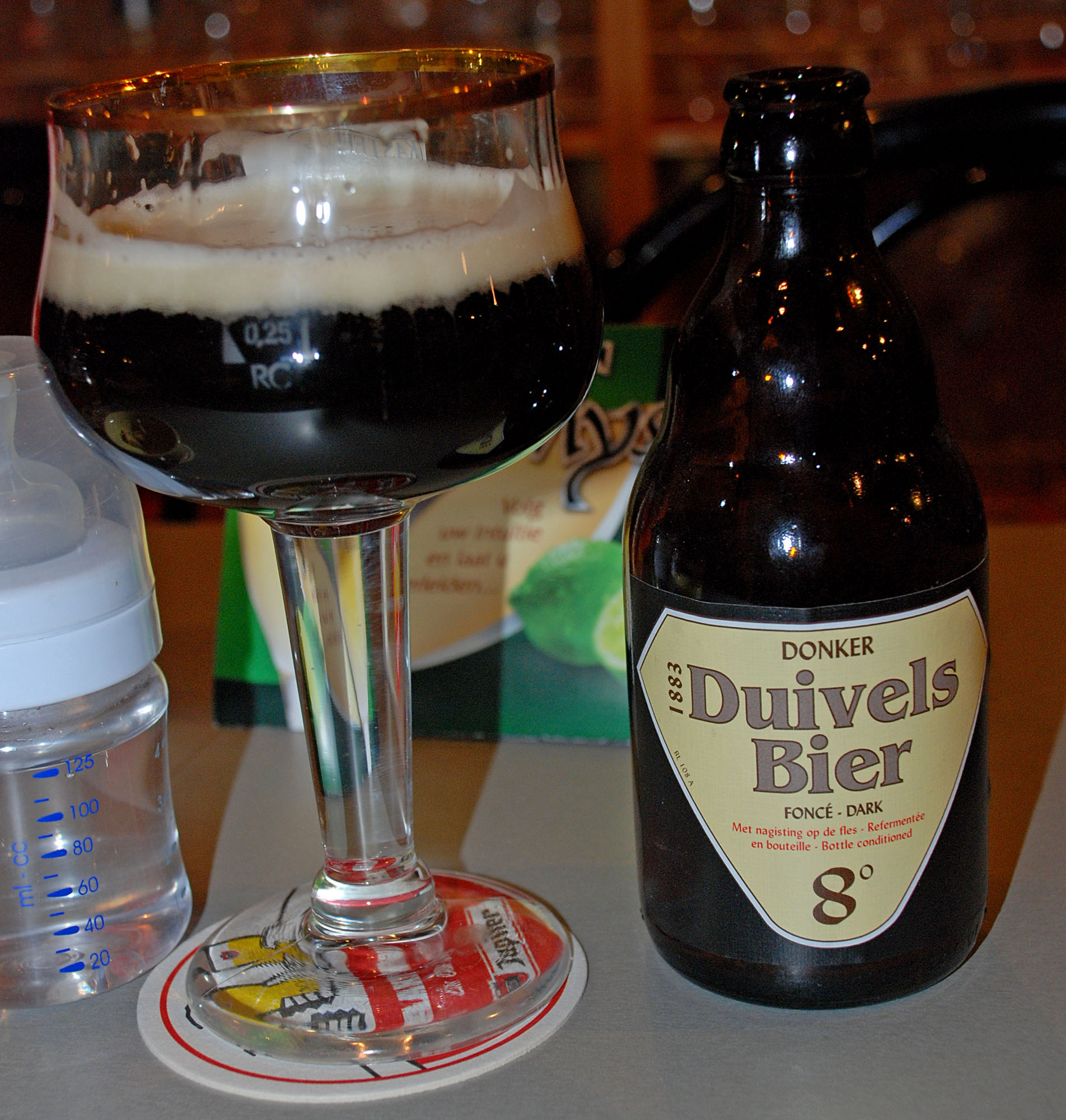
Duivels Bier і фірмовий келих